# Ossenreyerstraße 1
Ossenreyerstraße 1 ist die postalische Adresse eines unter Denkmalschutz stehenden Gebäudes in der Ossenreyerstraße in Stralsund. Es wird unter dem Namen 
Welterbehaus von der Stadt Stralsund genutzt.

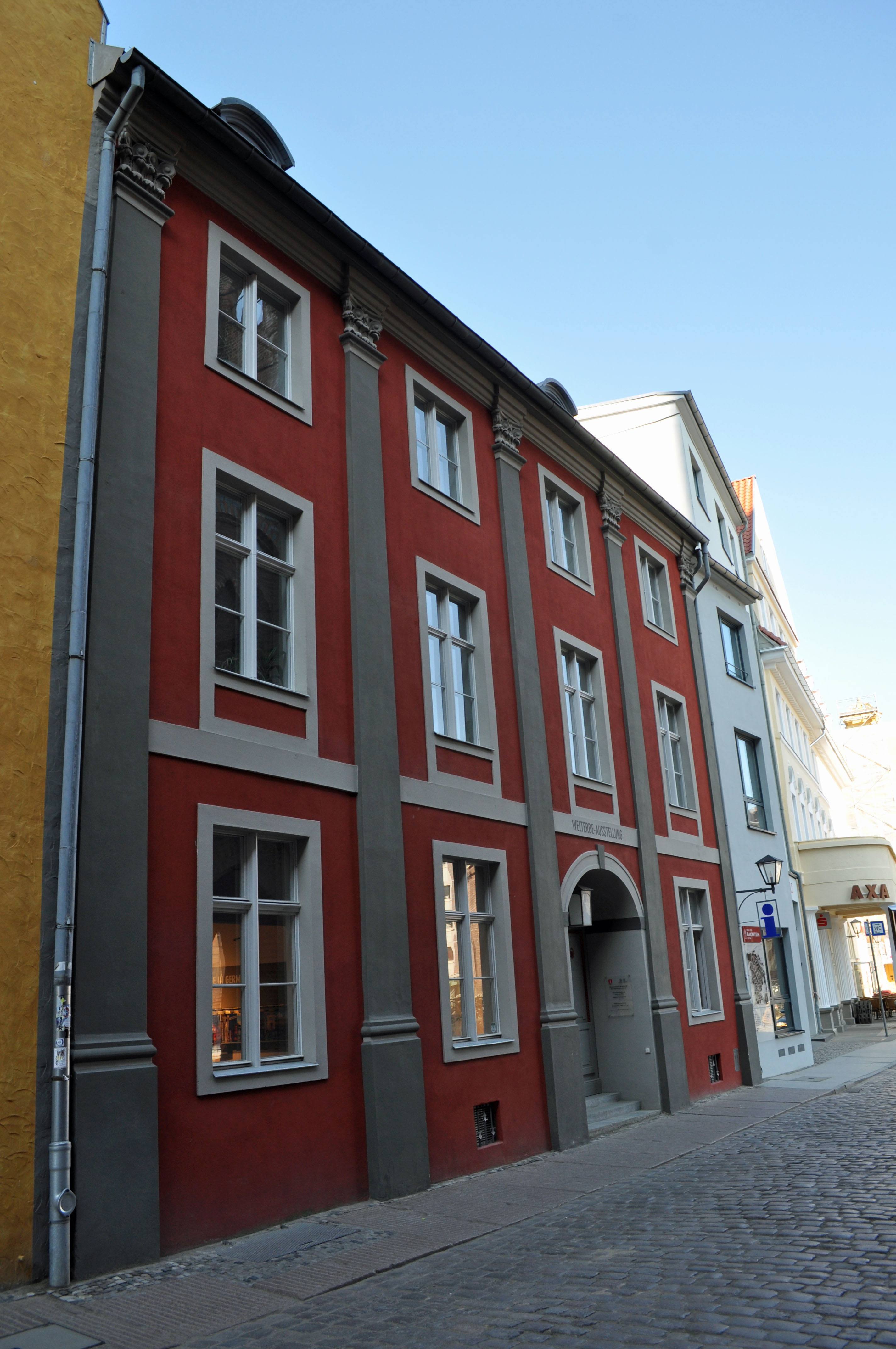
Das Haus Ossenreyerstraße 1 in Stralsund (2012)

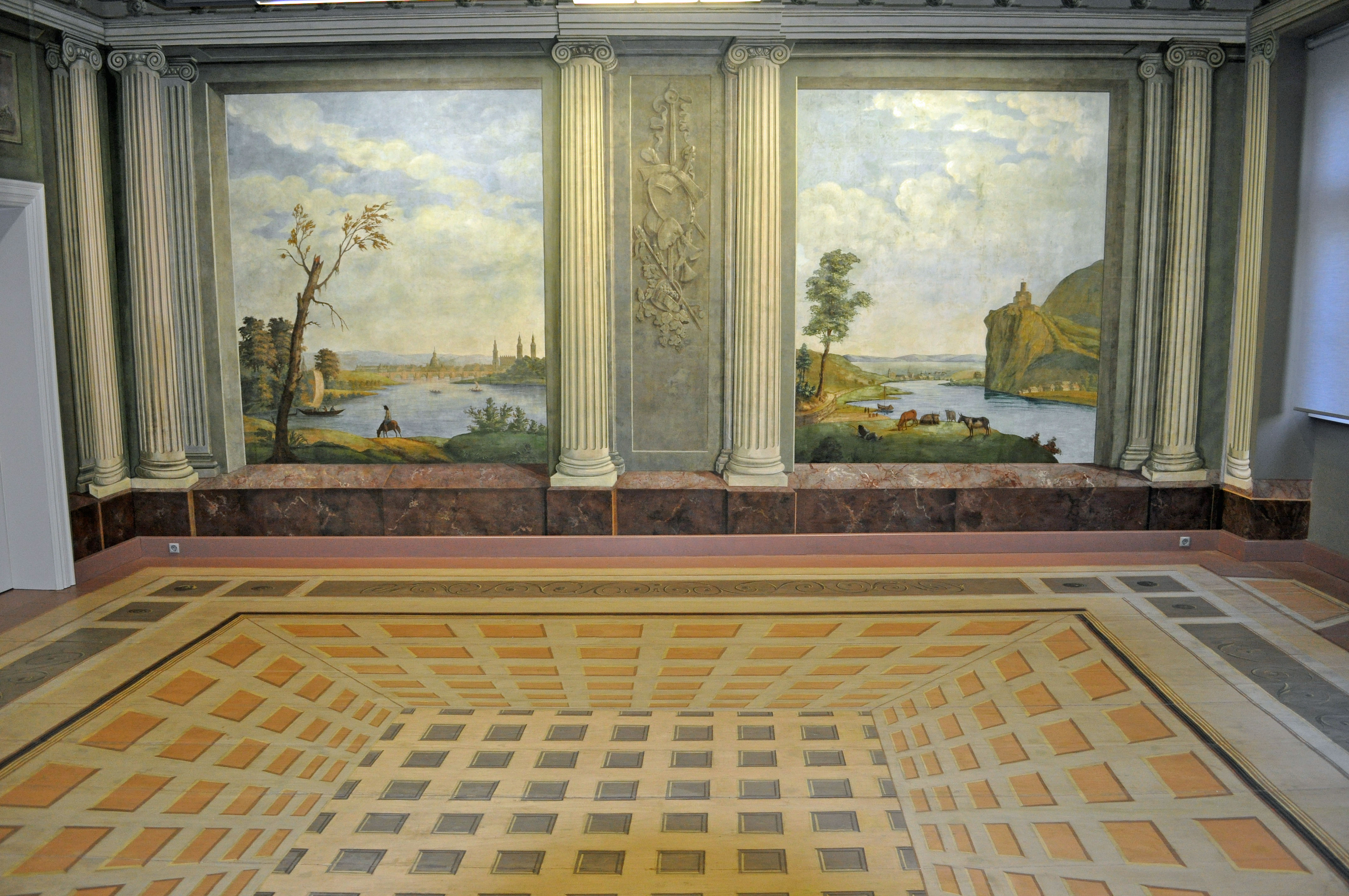
Der Hackert’sche Tapetensaal (2011)

Das Gebäude am Anfang der Ossenreyerstraße nahe dem Alten Markt, links vom Haus Alter Markt 9 und gegenüber dem Rathaus, wurde in den Jahren 1691/1692 für den Kaufmann Daniel Schlomann errichtet.
Es handelt sich um ein dreigeschossiges und vierachsiges Traufenhaus mit Walmdach. Die Fassade ist verputzt. Die Front zur Straße hin prägen Kolossalpilaster, die auf hohen Postamenten ruhen. In der zweiten Achse (von Norden aus) gibt es ein Rundbogenportal.
Im ersten Obergeschoss des Hauses befindet sich ein Tapetensaal, der lange als „Hackert’scher Tapetensaal“ bekannt war, weil dessen Dekoration als ein Werk von Jakob Philipp Hackert angesehen wurde. Hackert hatte sich von 1762 bis 1765 in Schwedisch-Pommern aufgehalten und für seinen Mäzen, den damaligen Mieter des Hauses Adolf Friedrich von Olthof, tatsächlich Wanddekorationen geschaffen. Aber nur in einem Zimmer im Gutshaus Boldevitz auf Rügen, damals im Besitz von Olthof, blieb eine Hackert’sche Raumausstattung aus dieser Zeit vollständig erhalten. Die Tapeten im Haus Ossenreyerstraße 1 konnte der Kunsthistoriker Michael Lissok hingegen in die Zeit um 1800 datieren und den Stralsunder „Decorations-Maler“ David Gottlieb Lorentz Phönix als deren eigentlichen Schöpfer identifizieren.
Das Haus wurde in den 1980er Jahren von polnischen Spezialisten saniert und beherbergte zuletzt eine Bibliothek. Anfang der 2000er Jahre wurde eine erhöhte Schadstoffkonzentration in den Räumen festgestellt und das Gebäude für eine Nutzung gesperrt. Nach der umfangreichen Sanierung, bei der das Gebäude vollständig entkernt wurde, zog im Jahr 2011 eine Ausstellung der Stadt Stralsund zum Thema „Welterbe“ in das Gebäude ein. Im Jahr 2025 wurde das Dach des Hauses neu eingedeckt.
Das Gebäude liegt im Kerngebiet des von der UNESCO als Weltkulturerbe anerkannten Stadtgebietes des Kulturgutes Historische Altstädte Stralsund und Wismar. Es ist zudem Bestandteil der Schwedenstraße, einer Ferienstraße in Mecklenburg-Vorpommern und Brandenburg mit kulturhistorischer Thematik. In die Liste der Baudenkmale in Stralsund ist es mit der Nummer 616 eingetragen.